# Ivan Aleksandrovič
Ivan Aleksandrovič (in russo Иван Александрович?) (... – 1359) fu principe di Smolensk dal 1313 al 1359 e membro della nobile dinastia cittadini dei Rostislaviči. Fu uno degli ultimi sovrani indipendenti del principato di Smolensk.

## Biografia
Dopo la morte di suo padre Aleksandr Hlibovič, avvenuta nel 1313, Ivan Aleksandrovič divenne il sovrano del Principato di Smolensk e lo governò per oltre 45 anni. Durante il suo mandato, il suo dominio si trovò costretto tra due forte contrapposte: il Granducato di Lituania, guidato dal sovrano Gediminas (1316-1341) e la Moscovia, amministrata da Ivan Kalita (1325-1340). Poco si sa dei primi 20 anni del regno di Ivan Aleksandrovič. In quel momento, i singoli principi di Smolensk iniziarono a rendere una sorta di omaggio per la prima volta verso Mosca, ma il principe comprese la necessità di preservare la pace anche con Vilnius per far proseguire i redditizi scambi commerciali che, tramite la Dvina occidentale, portavano a Riga e ad altri porti della Lega Anseatica. Si spiega così come mai nel 1339 Ivan indica Gediminas addirittura come suo «fratello maggiore» in un trattato commerciale che consentì gli scambi tra la Terra Mariana, il Granducato di Lituania e alcune città della vecchia Rus' di Kiev orientali.
La Lituania fornì assistenza a Ivan quando egli subì le incursioni nemiche condotte dall'Orda d'Oro nel 1333 e nel 1339-1340. In quel frangente, Uzbek aveva inviato un grande esercito tartaro sotto la guida di Tovluby contro Smolensk perché si era rifiutata di rendere omaggio. Ai Tartari si unirono anche truppe giunte da varie aree della moderna Russia, come ad esempio uomini di Moscow, Suzdal’, Rostov and Yur’ev. Il principe Ivan Kalita di Mosca, anch'egli invitato a collaborare, era malato in quel momento, ma decise comunque di inviare un paio di boiardi che potesse fornire supporto. Tuttavia, le forze tartaro-russe, dopo diversi giorni di assedio, non riuscirono a espugnare la città, ragion per cui devastarono i suoi dintorni e tornarono da dove erano venute.
Nel 1341, il principe tentò di riconquistare Možajsk e il suo circondario, che a quel tempo era stato passato in mano a Mosca. Il principe lituano Algirdas, figlio di Gediminas, giunse ad aiutarlo alla testa di un grande esercito. A sua volta, Ivan Aleksandrovič aiutò il lituano in una battaglia da lui combattuta contro l'Ordine di Livonia. Nel 1348 le truppe di Smolensk presero parte alla battaglia della Strėva, terminata con un insuccesso per i baltici. Nel 1351, il principe di Mosca Simeone il Fiero eseguì una campagna senza successo nella terra di Smolensk; pur avendo chiesto assistenza a Vilnius, Ivan dovette cavarmela autonomamente, evento che incrinò le relazioni bilaterali. Nel 1355, Algirdas conquistò Ržev, che in precedenza era in mano a Smolensk. Sempre durante il principato di Ivan Aleksandrovič, nel 1356, a Brjansk scoppiò una grave ribellione durante la quale suo figlio Basilio morì. Fu soltanto dopo diverso tempo che Algirdas riuscì a sedare i tumulti e pose al governo di quella città sul figlio, Demetrio I. Ivan morì nel 1359.

## Discendenza
Benché non si conosca l'identità della sua consorte, è noto che Ivan ebbe tre figli:
- Sviatoslav Ivanovič (?-1386) — primcipe di Smolensk (1359-1386).
- Basilio Ivanovič (?-1356) - principe di Brjansk (1356).
- Olena Ivanovna (?-?), moglie del principe Basilio Mikhailovič di Kašin e Tver'.